# Sagnes-et-Goudoulet
 Sagnes-et-Goudoulet  là một xã ở tỉnh Ardèche, vùng Rhône-Alpes ở đông nam nước Pháp.